# Zimnice
Zimnice – wieś w Polsce położona w województwie mazowieckim, w powiecie żyrardowskim, w gminie Mszczonów. Ma status sołectwa.
Prywatna wieś szlachecka położona była w drugiej połowie XVI wieku w powiecie mszczonowskim ziemi sochaczewskiej województwa rawskiego. W latach 1975–1998 miejscowość administracyjnie należała do województwa skierniewickiego.
8 września 1939 wkraczający do wsi żołnierze Wehrmachtu rozstrzelali 3 miejscowych rolników i żołnierza polskiego wziętego do niewoli. 